# Remo Lederer
Remo Lederer (Rodewisch, 19 dicembre 1968) è un ex saltatore con gli sci tedesco.
Fino alla riunificazione tedesca gareggiò per la nazionale della Germania Est.

## Biografia
In Coppa del Mondo esordì il 30 dicembre 1985 a Oberstdorf (33°) e ottenne l'unico podio il 20 gennaio 1988 a Sankt Moritz (3°).
In carriera prese parte a un'edizione dei Giochi olimpici invernali, Calgary 1988 (21° nel trampolino normale, 22° nel trampolino lungo).

## Palmarès

### Coppa del Mondo
- Miglior piazzamento in classifica generale: 32º nel 1988
- 1 podio (individuale):
  - 1 terzo posto